# Asilella sonorus
Asilella sonorus là một loài ruồi trong họ Asilidae. Asilella sonorus được Lehr miêu tả năm 1967. Loài này phân bố ở vùng Cổ Bắc giới.